# Мадейра
Маде́йра (порт. Madeira — древесина) — автономный регион Португалии, расположенный на одноимённом архипелаге в северной части Атлантического океана, приблизительно в 1000 км к юго-западу от Португалии и в 500 км к западу от африканского побережья. Мадейра входит в ЕС в качестве особой отдалённой территории.
Архипелаг состоит из двух населённых островов, главного Мадейры и меньшего Порту-Санту, группы пустынных ненаселённых островов Ильяш-Дезерташ и других окружающих островков и скал. К автономному региону также относятся острова Селваженш, расположенные в 300 км южнее, ближе к Канарским островам.
Столицей и крупнейшим городом региона является Фуншал на южном берегу главного острова.
Мадейра была открыта португальским моряком Жуаном Гонсалвишем Зарку примерно в 1418—1420 годах. Открытие острова, инициированное Генрихом Мореплавателем, считается одним из первых открытий века Великих географических открытий. Остров был дружески оккупирован Великобританией во время наполеоновских войн с 1807 года по 1814, когда он был возвращён во владение Португалии. Остров является популярным круглогодичным местом отдыха, отличающимся известным вином мадера, цветами, новогодними празднованиями с фейерверком, и мягким климатом (температуры в пределах от 16 °C до 25 °C).

## Этимология
Архипелаг был известен ещё в Древнем Риме, римляне именовали его «Пурпурные острова» (лат. Purpurariae insulae)), поскольку он, по видимому, служил римлянам местом добычи пурпура из улиток. Известна итальянская карта архипелага, датируемая 1351 годом, на которой крупнейший остров изображён под названием «Лесной остров» (итал. Isola de Legname). Португальцы захватили архипелаг в 1420 году и переименовали этот остров в «Мадейра», калькировав итальянское название (от порт. madeira — «лес»). Это название закрепилось за крупнейшим островом, всем архипелагом и расположенным на них автономным регионом Португалии.

## География
Фуншал, столица автономного региона Мадейра главенствует над южным побережьем Мадейры, главного острова архипелага. Другими городами архипелага являются: Вила-Балейра (на острове Порту-Санту), Камара-де-Лобуш, Машику, Санта-Круш, Сантана и Канису (на острове Мадейра).
Остров Мадейра расположен в 520 км от африканского побережья и в 1000 км от Европы, или в полутора часах лёта на самолёте от Лиссабона.
Остров Мадейра — крупнейший остров архипелага с площадью 741 км², его длина составляет 57 км, а ширина — 22 км в самом широком месте, он имеет общую длину побережья 150 км. Остров вытянут с востока на запад, вдоль этого направления лежит центральная горная цепь с высотами до 1220 метров, из которой начинаются многие глубокие ущелья, расходящиеся к побережью. Самый известный утёс острова Кабу-Жиран — один из самых высоких в Европе. Самая высокая точка острова — Пику-Руйву, 1862 метра над уровнем моря.
В южной части острова практически не осталось Монтеверде — нетронутых субтропических лесов, которые раньше сплошь покрывали всю его территорию (высадившиеся португальцы выжигали их, чтобы освобождать площади для сельскохозяйственных посадок). По этой причине острову и дали такое название («мадейра» по-португальски означает древесина). Однако, на севере в долинах сохранилось некоторое количество девственных лесов, которые признаны Всемирным наследием ЮНЕСКО.

### Климат
Климат Мадейры определяется течением Гольфстрим, Канарским течением и удалённостью архипелага от больших массивов суши. На Мадейре господствует субтропический Средиземноморский климат (Классификация климатов Кёппена: Csb), один из самых мягких в мире — разница между дневными зимними и летними температурами не превышает 7 °C. Самый холодный месяц года — январь (13-20 °C), самый тёплый — сентябрь (18-26 °C). Режим осадков неравномерен: их на Мадейре выпадает около 700 мм, больше половины которых приходится на период с ноября по февраль; с мая по июль дожди редки.
Гористый ландшафт островов создаёт разнообразие микроклиматов: северо-западная часть Мадейры — самое влажное и пасмурное место архипелага; немного суше в среднем в окрестностях Фуншала, а на острове Порту-Санту отмечается полупустынный тип климата (BSh).
Климатическое лето на островах длится практически круглый год.
| Показатель                                               | Янв. | Фев. | Март | Апр. | Май  | Июнь | Июль | Авг. | Сен. | Окт. | Нояб. | Дек. | Год  |
| -------------------------------------------------------- | ---- | ---- | ---- | ---- | ---- | ---- | ---- | ---- | ---- | ---- | ----- | ---- | ---- |
| Средний суточный максимум, °C                            | 19,1 | 19,1 | 19,5 | 19,6 | 20,9 | 22,3 | 24,3 | 25,6 | 25,7 | 24,2 | 22,0  | 20,0 | 21,8 |
| Средняя температура, °C                                  | 16,1 | 16,0 | 16,3 | 16,5 | 17,8 | 19,4 | 21,2 | 22,3 | 22,3 | 20,9 | 18,8  | 17,0 | 18,6 |
| Средний суточный минимум, °C                             | 13,1 | 12,8 | 13,0 | 13,4 | 14,6 | 16,5 | 18,0 | 18,9 | 18,9 | 17,6 | 15,6  | 13,9 | 15,5 |
| Норма осадков, мм                                        | 103  | 87   | 64   | 39   | 19   | 12   | 25   | 31   | 37   | 75   | 101   | 100  | 692  |
| Источник: Всемирная метеорологическая организация (ООН). |      |      |      |      |      |      |      |      |      |      |       |      |      |

### Острова архипелага
- Мадейра
  - Агоштинью (на востоке)
  - Сан-Лоренсу (на востоке)
  - Моли (на северо-западе)
- Порту-Санту
  - Байшу-у-да-Кал (на юге)
  - Ферру (на юго-западе)
  - Сенураш (на севере)
  - Фора (севернее Сенураша)
  - Сима (на востоке)
- Ильяш-Дезерташ
  - Илья-Дезерта-Гранди
  - Бужиу
  - Шан
- Селваженш (северо-восточная группа)
  - Селважем-Гранди
  - Пальейру-да-Терра
  - Пальейру-ду-Мар
- Селваженш (юго-восточная группа)
  - Селважем-Пекена
  - Гранди
  - Сул
  - Пекену
  - Фора
  - Алту
  - Комприду
  - Редонду
  - Норти

### Геологическое происхождение и вулканизм
Остров Мадейра является вершиной большого щитовидного вулкана, вздымающегося примерно на 6 км над дном Атлантического океана в подводной горной цепи Торе, находящейся на Африканской плите. Вулкан сформировался на рифте в океанической коре. Формирование вулкана началось в Миоценскую эпоху более 5 миллионов лет назад и закончилось в Плейстоцене примерно 700 000 лет назад. За этим последовала сильная эрозия, что сформировало два больших круга в центральной части острова.
Позднее вулканическая активность возобновилась, формируя новые пики и наплывы лавы поверх старых слоев. Самые недавние извержения вулканов происходили в западно-центральной части острова всего 6500 лет назад.

### Природа
На Мадейре живут три вида-эндемика птиц: мадейрский тайфунник, мадейрский голубь и мадейрский королёк.
Остров также очень важен для размножения других морских птиц, включая мадейрскую качурку и пёстрого атлантического буревестника.
Макаронезия является местом важного природного разнообразия. Леса на архипелаге очень похожи на леса Третичного периода, покрывавшие Южную Европу и Северную Африку миллионы лет назад.
Огромное биоразнообразие Мадейры фитогеографически связано с Средиземноморьем, Африкой, Америкой и Австралией. Интерес к географии растений вырос в последнее время из-за открытия новых видов эпифитов с очень разным развитием.
На Мадейре находится очень много видов эндемиков, в основном беспозвоночные, включая чрезвычайно редких мадейрских капустниц, и самого большого паука Европы, у которого размах конечностей достигает 12 см. Обитают и некоторые позвоночные, как например некоторые виды ящериц и птиц, упомянутых выше. На этих же островах живёт более 250 видов сухопутных моллюсков (улитки и слизни), некоторые с очень необычными узором и окраской раковины. Большинство из них является эндемиками и вымирающими (как, например, улитка вида Boettgeria obesiuscula).

## История

### До-португальская эра
Плиний упоминает Пурпурные Острова, чье расположение соответствует Счастливым островам, или Канарам, что может относиться к островам Мадейры. Плутарх, рассказывая о полководце Квинте Сертории, сообщает, что после его возвращения в Кадис, «он встретил моряка, недавно прибывшего с Атлантических островов, двух по численности, разделенных лишь небольшим проливом, на расстоянии от побережья Африки в 10 000 стадиев. Они называются Острова блаженных.» Оцениваемое расстояние до Африки (2000 км/1250 миль) и близость двух островов позволяют сопоставить это упоминание с Мадейрой и Порту-Санту.
Существует романтическая легенда о двух влюбленных Роберте Машиме и Анне д’Арфет во времена правления Эдуарда III, которые, убегая из Англии во Францию в 1346 году, сбились с курса из-за сильного шторма. Их корабль разбился у берегов острова, возможно, Мадейры; позже, имя юноши было использовано в наименовании местечка Машику, в память о влюбленных. По свидетельству портулана 1351 года, хранящегося во Флоренции (Италия), Мадейра была открыта задолго до того, как португальские корабли достигли её. Совершенно точно Мадейра была открыта до основания португальского поселения, так как она появляется на картах начиная с 1339 года.

### Португальское открытие
В 1419 году два капитана Инфанта Генриха Мореплавателя — Жуан Гонсалвеш Зарку и Тристан Ваш Тейшейра — были пригнаны штормом к острову Порту-Санту. Они назвали его так (подразумевая Святой Порт) в благодарность за спасение от кораблекрушения. В следующем году была отправлена экспедиция для заселения острова, в которой два капитана совместно с ещё одним капитаном Барталомеу Перештрелло, включили остров в состав Португальской короны.
Острова начали заселяться приблизительно в 1420—1425 годах. 23 сентября 1433 года Ilha da Madeira (Остров Мадейра или «древесный остров») впервые появился на карте.
Три капитана во время своего первого путешествия оставили на острове свои семьи, небольшую группу людей младшего дворянства, людей со скромными накоплениями и несколько старых заключенных. Чтобы иметь возможность малейшего развития сельского хозяйства они должны были вырубить густой лес Монтеверде и соорудить обширную сеть каналов (левад, поскольку в некоторых частях острова был избыток воды, а в других — её большая нехватка. В начале рыба составляла около половины рациона поселенцев, дополнявшегося овощами и фруктами. Первым сельскохозяйственным успехом можно назвать выращивание пшеницы. Изначально она выращивалась колонистами только для собственного пользования, однако затем её начали экспортировать в Португалию.
Открытие Порту-Санту и Мадейры было впервые описано Гомишом Ианишом ди Зурара в Chronica da Descoberta e Conquista da Guiné.

### Португальская Мадейра
Однако со временем производство зерна стало падать. Чтобы избежать кризиса, Генрих Мореплаватель приказал выращивать сахарный тростник для производства «сладкой соли», редкой в Европе, из-за этого считавшейся приправой.
Рост числа сахарных плантаций на Мадейре начался в 1455 году при содействии помощников с Сицилии и в большей степени из Генуи и продолжался до XVII века. Доступность Мадейры привлекала генуэзских и фламандских торговцев, стремившихся обойти венецианскую монополию. «К 1480 году Антверпен имел около 70 кораблей, задействованных в торговле сахаром с Мадейрой, с переработкой, сконцентрированной в Антверпене. К 1490-м Мадейра обошла Кипр по производству сахара».
Производство сахарного тростника стало основным фактором развития экономики острова и увеличило потребность в рабочей силе. Рабы периодически использовались на острове для выращивания тростника и к XVI веку доля завезённых рабов достигла 10 % населения острова.
В 1617 году алжирские берберские пираты захватили на Мадейре 1200 человек. В XVIII веке, когда производство сахара резко выросло в Бразилии, Сан-Томе и Принсипи и других местах, самым важным продуктом острова стало вино.
В 1807 году, во время вторжения Наполеона в Испанию и Португалию, остров был оккупирован Британией, в 1814-м был возвращён во владение Португалии.
После смерти Жуана VI в 1826 году его сын Мигель I отобрал власть у настоящей преемницы, племянницы Марии II и объявил себя «абсолютным королём». Мадейра тогда поддержала королеву. Мигель послал экспедиционные войска, и сопротивление острова было сломлено, а губернатор Жозе Травассос Вальдез был вынужден бежать в Англию под защитой Королевского флота.
С XIX века остров приобретает славу курорта. Тогда в Европе знали только два морских курорта — французскую Ривьеру и Мадейру. Здесь отдыхали члены королевских домов, известные писатели и политические деятели.
В 1921 году последний Австро-Венгерский император Карл I был депортирован на Мадейру после второго неудачного переворота в Венгрии. Здесь он умер годом позже и был похоронен в Монте.
1 июля 1976 года, после демократической революции 1974 года, Португалия предоставила политическую автономию Мадейре, в честь чего празднуется День Мадейры. В настоящее время на острове есть своё правительство и законодательное собрание.

## Административное деление
Автономный регион Мадейра состоит из 11 муниципалитетов:
1. Санта-Круш
2. Кальета
3. Камара-де-Лобуш
4. Фуншал
5. Сантана
6. Сан-Висенти
7. Машику
8. Понта-ду-Сол
9. Порту-Мониш
10. Рибейра-Брава
11. Порту-Санту

## Демография
Когда португальцы открыли остров Мадейра в 1419 году, он не был населён людьми. Остров был заселён португальцами, в основном фермерами из региона Минью, а это означает, что «мадейрийцы» (порт. Madeirenses), как их называют, являются этническими португальцами, хотя у них развились свои региональная самоидентификация и собственные культурные традиции.
Общее население региона — 267 785 человек (2011), большинство из которых проживает на главном острове Мадейра, где плотность населения составляет 337 человек на км². В то же время на Порту-Санту проживает всего около 4500 человек, а плотность населения составляет 112 человек на км².

### Крупнейшие населённые пункты
| Населённые пункты автономного региона Мадейра | Населённые пункты автономного региона Мадейра | Населённые пункты автономного региона Мадейра | Населённые пункты автономного региона Мадейра | Населённые пункты автономного региона Мадейра | Населённые пункты автономного региона Мадейра | Населённые пункты автономного региона Мадейра | Населённые пункты автономного региона Мадейра | Населённые пункты автономного региона Мадейра | Населённые пункты автономного региона Мадейра |
| --------------------------------------------- | --------------------------------------------- | --------------------------------------------- | --------------------------------------------- | --------------------------------------------- | --------------------------------------------- | --------------------------------------------- | --------------------------------------------- | --------------------------------------------- | --------------------------------------------- |
| №                                             | Наименование                                  | Оригинальное наименование                     | Кол-во жителей чел. (1991)                    | Кол-во жителей чел. (2001)                    | Место в стране                                | Расстояние до адм. центра                     | Аэропорт, ж/д транспорт                       | Широта                                        | Долгота                                       |
| 1                                             | Фуншал                                        | Funchal                                       | 115 403                                       | 102 521                                       | 7                                             | 0                                             | —                                             | 32.65° N                                      | 16.90° W                                      |
| 2                                             | Камара-де-Лобуш                               | Câmara de Lobos                               | 27 248                                        | 30 785                                        | 34                                            | 6                                             | —                                             | 32.63° N                                      | 16.96° W                                      |
| 3                                             | Машику                                        | Machico                                       | 11 916                                        | 12 383                                        | 125                                           | 15                                            | —                                             | 32.70° N                                      | 16.76° W                                      |
| 4                                             | Канису                                        | Caniço                                        | 6876                                          | 10 320                                        | 169                                           | 6                                             | —                                             | 32.63° N                                      | 16.84° W                                      |
| 5                                             | Камаша                                        | Camacha                                       | 6553                                          | 8010                                          | 223                                           | 72                                            | —                                             | 33.08° N                                      | 16.32° W                                      |
| 6                                             | Санта-Круш                                    | Santa Cruz                                    | 6121                                          | 6038                                          | 286                                           | 11                                            | А                                             | 32.68° N                                      | 16.79° W                                      |
| 7                                             | Рибейра-Брава                                 | Ribeira Brava                                 | 6067                                          | 5967                                          | 290                                           | 14                                            | —                                             | 32.65° N                                      | 17.06° W                                      |
| 8                                             | Порту-Санту                                   | Porto Santo                                   | 4706                                          | 4441                                          | 384                                           | 70                                            | —                                             | 33.05° N                                      | 16.32° W                                      |
| 9                                             | Понта-ду-Сол                                  | Ponta do Sol                                  | 4209                                          | 4227                                          | 404                                           | 17                                            | —                                             | 32.67° N                                      | 17.09° W                                      |
| 10                                            | Кампанариу                                    | Campanário                                    | 4495                                          | 4118                                          | 418                                           | 15                                            | —                                             | 32.65° N                                      | 17.02° W                                      |

## Экономика
Установление особой экономической зоны, также называемой Международным центром бизнеса Мадейры, даёт компаниям возможность получения финансовых и налоговых преимуществ благодаря свободной индустриальной зоне, офшорному финансовому центру, организации Международного корабельного регистра и Международному центру услуг.
Сфера услуг дает наибольший прирост местного ВВП в противоположность сельскохозяйственному сектору, доля которого постоянно снижается.
В течение последних нескольких лет экономика региона встала на ноги и повысила свою конкурентоспособность, как на внутреннем, так и на внешнем рынке. Самыми крупными индустриальными секторами являются производство продуктов питания и напитков (в особенности мадера), а также строительство.

### Туризм
Туризм является одним из важнейших секторов экономики региона, давая дополнительный доход для торговли, транспорта и других сфер, формируя огромный рынок для местных продуктов. Свидетельством этого можно считать долю отелей и ресторанов (9 %) в общем ВВП региона. Порту-Санту также очень привлекателен для туризма, учитывая 9-километровый пляж и хороший климат.
Туристы приезжают в основном из ЕС, среди которых больше всего из Германии, Британии, Скандинавских стран и Португалии. Средняя годовая занятость отелей составила 60,3 % в 2008 году, достигнув максимума в марте и апреле, когда он достигал 70 %.

### Транспорт
На архипелаге есть два аэропорта, Аэропорт Мадейра в Фуншале и на острове Порту-Санту. Основные рейсы прилетают из Лиссабона и Порту, однако также есть прямые рейсы из других городов ЕС и других стран, как например Бразилия, Венесуэла и ЮАР. В 2012 году появились прямые рейсы на Мадейру и из России.
Транспорт между двумя основными островами осуществляется либо на самолетах, либо на пароме. Путешествие по внутренней части островов сегодня довольно простое, благодаря строительству Via Rápidas, большой трассы, построенной во времена экономического бума Португалии. Современные дороги идут до всех достопримечательностей острова. Старые горные серпантины также предоставляют прекрасную возможность осмотреть остров.
Порт Фуншала является главной остановкой круизных маршрутов из Европы на Карибские острова.
Фуншал имеет развитую транспортную сеть. Автобусные компании, включая Horarios do Funchal, которая существует уже более 100 лет, имеют постоянные маршруты до всех достопримечательностей.

### Эмиграция
Эмиграция с Мадейры всегда была высокой, в основном направленная в Америку (США, Канада, Венесуэла, Бразилия), ЕС (Великобритания, Франция, Андорра, Испания), ЮАР и Австралия.
В США иммигранты с Мадейры в основном живут в Новой Англии и Средне-атлантических штатах, северной Калифорнии и Гавайях. В 1980 году перепись США зарегистрировала более миллиона американцев с португальским происхождением, с большой долей мадейрийцев.
В 1846 году, когда Мадейру поразил голод, более 6000 человек мигрировали в Британскую Гвиану. В 1891 их доля составила 4,3 % населения.
Имеется несколько крупных мадейрских диаспор в мире, как например многочисленная в Англии, включая Джерси. По некоторым оценкам около 750 000 человек по всему миру называют себя выходцами с Мадейры.

## Общество и культура

### Гастрономия
Традиционные блюда на Мадейре обычно состоят из местных ингредиентов, одним из самых распространенных среди которых является «mel de cana», в дословном переводе «мед сахарного тростника» — чёрная патока. Традиционный торт Мадейры называется «Bolo de mel» («медовый торт») и по традиции никогда не разрезается ножом, а разламывается руками.
Для рекламы гастрономии Мадейры по всему миру каждый ноябрь проводится Фестиваль гурманов Мадейры. Фестиваль собирает шеф-поваров со всего мира на остров, передающих своё ноу-хау местным молодым поварам при создании новых рецептов с использованием традиционных продуктов Мадейры, таких как мадера, рыба и другие продукты.
На Мадейре очень популярна эшпада с жареными бананами. Мадерьянцы также очень любят местную разновидность шашлыка — эшпетаду. По всему острову в лавровых рощах установлены гриль-камины, в которых жители жарят местную говядину, нанизывая её на своеобразные вертела из лавровых веток.
На фестивалях архипелага Мадейра традиционно изготавливается laranja cocktail (коктейль ларанжa) — смесь вина или пива с безалкогольным напитком «Ларанжада».

## Спорт
На Мадейре играют во многие виды спорта, как на улице, так и в залах во многих спортивных сооружениях расположенных по всему острову.

### Футбол
На Мадейре расположены два футбольных клуба, участвовавших в высшей лиге Чемпионата Португалии, «Маритиму» и «Насьонал». Раньше в ней играло три клуба, однако «Униан Мадейра» вылетел во вторую лигу в 1995 году и так и не вернулся в высшую лигу.
Игрок сборной Португалии Криштиану Роналду родился на Мадейре и играл в «Насьонале» до перехода в «Спортинг».
«Маритиму» является самым успешным клубом Мадейры и участвовал в нескольких сезонах кубка УЕФА, добившись хороших результатов в играх с «Ювентусом», «Лидс Юнайтед» и «Рейнджерс». Завершив сезон 2009—2010 на 5 месте, «Маритиму» квалифицировался в Лигу Европы на следующий сезон.
«Маритиму» воспитал таких игроков, как Данни, Пепе, Тонел, Жорже Кошта, Нуну Валенте.
В сезоне 2003—2004, а также в сезоне 2008—2009 «Насьонал» занял 4 место в высшей лиге, достигнув своего лучшего результата в истории. В сезоне 2009/10 клуб встречался в 4 квалификационном раунде первого розыгрыша Лиги Европы с петербургским «Зенитом» и, забив в ответном матче гол на последних минутах встречи, выиграл с общим счётом 5:4[значимость факта?].
Также существует ещё два клуба[какие?] с Мадейры, один из которых играет в третьем дивизионе, а другой — во втором.

### Другие виды спорта
Баскетбольный клуб «Мадейра» выиграл несколько титулов, в особенности женская команда. Клуб часто принимает участие в европейских турнирах, таких как Кубок вызова ФИБА.
В 2001 году на Мадейре проводился мировой чемпионат по сёрфингу. Прекрасными местами для сёрфинга считаются Паул-ду-Мар и Жардин-ду-Мар.
Клуб «Мадейра» по гандболу является единственным на острове, однако одним из самых успешных в стране.
Одним из главных развлечений на острове является пеший туризм, поскольку на острове проложено около 1000 км пешеходных дорог, многие из которых проходят вдоль левад[значимость факта?].

## Почтовые марки
Португалия выпускала специальные почтовые марки для Мадейры в течение нескольких периодов с 1868 года.

## Достопримечательности
- Куррал-даш-Фрейраш: В этой деревне, расположенной в кратере давно потухшего вулкана в самой глубокой долине острова, сохранился женский монастырь Св. Клары XVI в., в прошлом служивший монахиням укрытием от частых набегов пиратов.
- Сантана: Живописный посёлок с традиционными треугольными домами, покрытыми соломой.
- Пику Руйву: самая высокая точка Мадейры (1861 м над уровнем моря), чудесные виды на окрестности.
- Монте: Пригород Фуншала, который из-за наличия старинных дворцов и живописных садов часто сравнивают с городом материковой части Португалии Синтрой[источник не указан 1791 день].
- Природный заповедник Мадейры: С целью сохранения огромного природного богатства архипелага Мадейры в 1982 году был создан Природный Заповедник Мадейры, который является частью мирового наследия. Здесь встречаются уникальные виды животных и растений, в том числе находящиеся под угрозой вымирания. Территория Мадейры так же включена в сеть биогенетических заповедников.